# تمیسکیرا (دی‌سی کامیکس)
تمیسکیرا (به انگلیسی: Themyscira) یک کشور جزیره‌ای سرسبز و خیالی بر روی کره زمین که در کتاب‌های کامیک آمریکایی منتشر شده توسط دی‌سی کامیکس وجود دارد. این جزیرهٔ خاستگاه زن شگفت‌انگیز و خواهرانش آمازون‌ها است. از زمان نخستین حضور زن شگفت‌انگیز و این جزیره در شمارهٔ ۸ کمیک‌های آل استار (دسامبر ۱۹۴۱)، که با عنوان پارادایس آیلند شناخته می‌شد و توسط ویلیام مولتن مارستون خلق شده است. در نهایت با بازراه‌اندازی مجدد مجموعه زن شگفت‌انگیز (نسخه ۲) در فوریه ۱۹۸۷، نام جزیره به تمیسکیرا تغییر یافت. نام جزیره برگرفته از شهر افسانه‌ای «تمیسکیرا»، پایتخت قبیلهٔ آمازون‌ها در اساطیر یونانی است. هم‌چنین برخی مواقع تمیسکیرا را شهر پایتخت، و پارادایس آیلند به عنوان کل کشور جزیره‌ای در نظر گرفته می‌شود.